# フリアン・チッコ
フリアン・アントニオ・チッコ（Julián Antonio Chicco 、1998年1月13日 - ）は、アルゼンチン・ブリンクマン出身のプロサッカー選手。CDレガネス所属。ポジションは、ミッドフィールダー。

## クラブ歴
2016年5月1日、アウェーのアルヘンティノス・ジュニアーズ戦でトップチームデビュー。0-1で敗れはしたものの、90分フル出場を果たした。
2023年7月11日、スペインのCDレガネスへ移籍し、2年契約を交わした。